# Spring City (Tennessee)
Spring City – miasto w Stanach Zjednoczonych, w stanie Tennessee, w hrabstwie Rhea.